# アナヨルキラ・ビネット
アナ・ヨルキラ・ビネット・ステフェンズ（Ana Yorkira Binet Stephens, 1992年2月9日 - ）は、ドミニカ共和国の元女子バレーボール選手。元ドミニカ共和国代表。

## 来歴
2008年、U-18北中米選手権にて銅メダルを獲得し、自身もベストディガー賞、ベストレシーバー賞を受賞した。同年にシニア代表へ初選出される。2009年、タイで開催された世界ユース選手権に出場した。
2010年、パンアメリカンカップで金メダルを獲得した。同年の世界選手権にはレシーバーとして出場した。2011年のワールドカップにも出場したが、ロンドン五輪のメンバーからは外れた。

## 球歴
- 世界選手権 - 2010年
- ワールドカップ - 2011年
- ワールドグランプリ - 2010年、2011年、2013年、2014年
- グラチャン - 2013年

## 受賞歴
- 2008年 U-18北中米選手権　ベストディガー、ベストレシーバー

## 所属クラブ
- Samaná（2006-2007年）
- Distrito Nacional Women（2007-2008年）
- Santo Domingo（2008-2009年）
- Espaillat（2010年）
- Puñal（2010年）
- Mirador（2010年）
- Malanga Manoguayabo（2011年）
- Mirador（2015-2018年）
- Guerreras（2018-2019年）